# Lysimachia serpyllifolia
Lysimachia serpyllifolia är en viveväxtart som beskrevs av Schreber. Lysimachia serpyllifolia ingår i släktet lysingar, och familjen viveväxter. Inga underarter finns listade i Catalogue of Life.